# 7. Feldartillerie-Brigade (Deutsches Kaiserreich)
Die 7. Feldartillerie-Brigade war ein Großverband der Preußischen Armee.

## Geschichte
Die 7. Feldartillerie-Brigade hatte ihren Ursprung in der 4. Feldartillerie-Brigade, die am 16. Juni 1864 durch Trennung der Feldartillerie von der Festungsartillerie in Magdeburg gebildet wurde. Die beiden Teile wurden zu Regimentern zusammengefasst und der ehemalige Stab der Rheinische Artillerie-Brigade Nr. 4  zur neu aufgestellten Brigade mit der Bezeichnung 4. Artillerie-Brigade formiert. Mit der Auflösung der Feldartillerie-Inspektionen (AKO-Erlass vom 14. März 1889) wurden die Feldartillerie-Brigaden direkt dem Armee-Korps unterstellt und so wurde sie zum 1. Oktober 1899 in 7. Feldartillerie-Brigade umbenannt und hatte ihren Standort in Magdeburg.
Am 16. Februar 1917 wurde sie zum Artillerie-Kommandeur 7 umfunktioniert, dem damit die taktische Führung der gesamten Feld- und schweren Artillerie oblag.
Die Brigade war von 1899 an Teil der 7. Division (Standort Magdeburg), die dem IV. Armee-Korps in Magdeburg zugeordnet war.

### Gliederung
- 1864 bis 1872

Magdeburgisches Feldartillerie-Regiment Nr. 4 und Magdeburgisches Festungsartillerie-Regiment Nr. 4
- 1872 bis 1874

Magdeburgisches Feldartillerie-Regiment Nr. 4 Korps-Artillerie und Magdeburgisches Feldartillerie-Regiment Nr. 4 Divisions-Artillerie
- 1874 bis 1890

Magdeburgisches Feldartillerie-Regiment Nr. 4 und Thüringisches Feldartillerie-Regiment Nr. 19
- 1891 bis 1899

Wie vor, zusätzlich Magdeburgisches Train-Bataillon Nr. 4
- 1899 bis 1914

Feldartillerie-Regiment Prinz-Regent Luitpold von Bayern (Magdeburgisches) Nr. 4 und Altmärkisches Feldartillerie-Regiment Nr. 40
- Kriegsgliederung bei Mobilmachung 1914

Wie vorl
- Kriegsgliederung am 3. Oktober 1918

Feldartillerie-Regiment Nr. 40 und II./Reserve-Fußartillerie-Regiment Nr. 24

### Deutscher Krieg 1866
Im Krieg Preußens gegen das Kaisertum Österreich war die Brigade unter Führung des Generals Julius August Schwartz an den Schlachten bei Münchengrätz und Königgrätz beteiligt.

### Deutsch-Französischer Krieg 1870/1871
Im Deutsch-Französischen Krieg kam die Brigade im Verband der 7. Division in den  Kämpfen bei Beaumont, Sedan sowie Soissons zum Einsatz.

### Erster Weltkrieg
Mit Kriegsbeginn kämpfte die Brigade unter dem Kommando des Generals Karl von Stumpff ausschließlich an der Westfront.
Zu den Kampfhandlungen, Gefechten und Schlachten siehe Kampfgeschehen der 7. Division.

### Brigadekommandeure
| Name                                       | Datum                                                |
| ------------------------------------------ | ---------------------------------------------------- |
| 4. Artillerie / Feldartillerie-Brigade     |                                                      |
| Julius August Schwartz                     | 16. Juni 1864 bis 1. Oktober 1866                    |
| Otto von Scherbening                       | 2. Oktober 1866 bis 14. Oktober 1870                 |
| Johann Ferdinand Caspary                   | 15. Oktober 1870 bis 25. Oktober 1872                |
| Karl Theodor von Rieff                     | 26. Oktober 1872 bis 28. Mai 1873                    |
| Karl Arnold                                | 29. Mai 1873 bis 12. März 1877                       |
| Karl von Ribbentrop                        | 13. März 1877 bis 20. Mai 1881                       |
| Richard von Kossel                         | 21. Mai 1881 bis 10. Februar 1886                    |
| Karl von Herget                            | 11. Februar 1886 bis 12. Oktober 1887                |
| Karl Roeder von Diersburg                  | 13. Oktober 1887 bis 12. Oktober 1889                |
| Heinrich von Hahn                          | 13. Oktober 1889 bis 25. Juni 1891                   |
| Erwin von Mohl                             | 26. Juni 1891 bis 17. Oktober 1896                   |
| Paul Uhde                                  | 18. Oktober 1896 bis 1. Oktober 1899                 |
| 7. Feldartillerie-Brigade                  |                                                      |
| Paul Uhde                                  | 1. Oktober 1899 bis 21. März 1900                    |
| Georg Kuhn                                 | 22. März 1900 bis 18. Oktober 1904                   |
| Ferdinand Roeder von Diersburg             | 19. Oktober 1904 bis 20. Mai 1906                    |
| Albrecht Brandt                            | 21. Mai 1906 bis 20. April 1911                      |
| Ernst Dyckerhoff                           | 21. April 1911 bis 19. Mai 1913                      |
| Karl von Stumpff                           | 20. Mai 1913 bis 3. April 1915                       |
| Konrad von Hippel                          | 4. April 1915 11. Oktober 1916                       |
| Adolf Josef Anton August Heinrich Büstorff | 12. Oktober 1916 bis 21. Oktober 1916                |
| Viktor von Blessingh                       | 22. Oktober 1916 bis 14. Februar 1917                |
| Karl Winckler                              | 15. Februar 1917 bis Kriegsende                      |
| Adolf Josef Anton August Heinrich Büstorff | 20. Januar 1919 bis 30. April 1919 (Demobilisierung) |